# Coll de Peranera
El Coll de Peranera és un coll a 1.469,6 msnm al límit dels termes municipals de Sarroca de Bellera (antic terme de Benés) i del Pont de Suert (antic terme de Malpàs). Tot i ser una collada íntegrament dins de l'Alta Ribagorça, administrativament divideix aquesta comarca de la del Pallars Jussà, en haver estat Benés integrat en el terme de Sarroca de Bellera. Transita per aquest coll la pista de Castellars a Erta. Situat a l'oest del poble de Sas, és també al sud-oest del Coll de Fades. També queda al sud-est de Peranera i al nord-est de Castellars.